# Lingue sinitiche

Le lingue sinitiche in Cina

Le lingue sinitiche o lingue siniche (汉语族) sono una famiglia linguistica appartenente al più esteso gruppo delle lingue sinotibetane. Essa comprende tutte le varietà linguistiche del cinese, motivo per cui l'espressione è spesso sinonimo di lingue cinesi.
L'utilizzo di questa espressione esprime con maggior precisione il fatto che, dal punto di vista dell'analisi linguistica, le diverse varietà del cinese possono legittimamente essere intese come una famiglia di lingue a sé stanti, dotate di specifiche caratteristiche comuni che giustificano la loro appartenenza a un comune denominatore chiamato "lingua cinese". Si tratta di una interpretazione che si affianca alla concezione tradizionale (affermatasi per ragioni storiche, culturali e politiche) secondo cui le diverse parlate della Cina continentale sarebbero invece delle varianti dialettali di un'unica lingua cinese. 
La lingua cinese come gruppo unico secondo Ethnologue 2020 conta 1,3 miliardi di parlanti, di cui 1,12 parla il cinese mandarino (cioè le varietà settentrionali). 

## Classificazione
Nella prima metà del novecento era comunemente accettata l'ipotesi che le lingue sinitiche costituissero una delle due branche primarie della famiglia delle lingue sinotibetane (l'altra branca essendo costituita dalle lingue tibeto-birmane), ma con il passare degli anni questa interpretazione è stata più volte messa in discussione. Differenti teorie collocano la famiglia delle lingue sinitiche in diverse posizioni nel diagramma filogenetico della famiglia sinotibetana.
Una questione tuttora aperta e controversa è se la lingua Bai faccia parte o meno del gruppo delle lingue sinitiche. Con l'eccezione della lingua Bai pertanto, l'uso del termine "sinitico" è da considerarsi equivalente a quello di "cinese".

### Schema delle lingue sinitiche
Assumendo che il bai sia sinitico, esso si discostò approssimativamente al tempo del cinese antico, forse prima. Al tempo del cinese medio, anche le lingue min (cioè il gruppo dell'hokkien) si erano divise. Le lingue riconducibili al cinese medio includono il mandarino, il wu, l'hakka e lo yue (cioè il cantonese). Via via che si fanno altre ricerche comparative, si trova che ulteriori "dialetti" sono mutuamente inintelligibili rispetto alla loro lingua madre; gli ultimi ad essere distinti come lingue furono lo huizhou, il jin, il pinghua e il qiongwen, anche se le rimanenti varietà wu e yue non sono tutte mutuamente intelligibili, o hanno un'intelligibilità molto limitata. Alcune varietà all'interno del cinese rimangono non classificate.
|  | Lingue minbei |
|  |               |
|  | Mindong       |
|  |               |
|  | Minzhong      |
|  |               |
|  | Puxian        |
|  |               |
|  | Lingue minnan |
|  |               |

|  | Lingue guan |
|  |             |
|  | Lingue wu   |
|  |             |
|  | Lingue gan  |
|  |             |
|  | Xiang       |
|  |             |
|  | Lingue yue  |
|  |             |

|  | Lingue minbei |
|  |               |
|  | Mindong       |
|  |               |
|  | Minzhong      |
|  |               |
|  | Puxian        |
|  |               |
|  | Lingue minnan |
|  |               |

|  | Lingue guan |
|  |             |
|  | Lingue wu   |
|  |             |
|  | Lingue gan  |
|  |             |
|  | Xiang       |
|  |             |
|  | Lingue yue  |
|  |             |

|  | ? Lingua bai |
|  |              |

|  | Lingue minbei |
|  |               |
|  | Mindong       |
|  |               |
|  | Minzhong      |
|  |               |
|  | Puxian        |
|  |               |
|  | Lingue minnan |
|  |               |

|  | Lingue guan |
|  |             |
|  | Lingue wu   |
|  |             |
|  | Lingue gan  |
|  |             |
|  | Xiang       |
|  |             |
|  | Lingue yue  |
|  |             |

|  | Lingue minbei |
|  |               |
|  | Mindong       |
|  |               |
|  | Minzhong      |
|  |               |
|  | Puxian        |
|  |               |
|  | Lingue minnan |
|  |               |

|  | Lingue guan |
|  |             |
|  | Lingue wu   |
|  |             |
|  | Lingue gan  |
|  |             |
|  | Xiang       |
|  |             |
|  | Lingue yue  |
|  |             |

|  | ? Lingua bai |
|  |              |

- ? Bai (varietà non tutte mutuamente intelligibili)
- Cinese
  - Min
    - Min bei (min settentrionale)
      - Shaojiang (spesso incluso nel min bei)

    - Lingua min dong (min orientale; include il Fuzhou)
    - Lingua min zhong (min centrale)
    - Min di Puxian
    - Lingua min nan (min meridionale)
      - Hokkien (include l'amoy e il taiwanese)
      - Teochew (limitata intelligibilità con l'hokkien)
      - Leizhou
      - Hainanese (qiongwen)

  - figlie del cinese medio
    - Guan
      - Jin (è spesso considerato una lingua separata)
      - cinese mandarino
        - Dungano (è parlato dall'etnia cinese Hui nell'Asia centrale, ed ha una letteratura distinta non rendibile con i caratteri cinesi)

    - Wu (include lo shanghainese)
      - Wenzhounese (spesso incluso nel wu, ma non mutuamente intelligibile)
      - Huizhou (a volte classificato come gan)

    - Gan
      - Hakka

    - Xiang
    - Yue (cantonese)
      - Cantonese propriamente detto (yuehai)
      - Taishanese (non è mutuamente intelligibile con il cantonese propriamente detto
      - Pinghua (è spesso considerato una lingua separata)

Cinese non classificato
Escludendo quelle esclusive di minoranze etniche, le principali varietà non classificate del cinese sono:
- Tuhua (include lo shaozhou tuhua)
- Danzhouhua
- Linghua